# Sponsrings- och Eventsverige
Sponsrings- och Eventsverige är en branschorganisation som företräder den svenska sponsrings- och evenemangsindustrin. Bland de drygt 300 medlemsföretagen ( april 2010) finns bland andra sponsorköpare, leverantörer och konsulter som arbetar med sponsring och event. Föreningen arbetar till exempel för att sätta branschstandard och driva branschfrågor i lagstiftning och medier.
Föreningen bildades som Sponsrings- och Eventföreningen år 2003 genom en sammanslagning av Sponsringsföreningen, som startade 1986, och Eventföreningen, som grundades 1998. 2017 bytte föreningen namn till Sponsrings- och Eventsverige och omriktade verksamheten till att vara mer av en branschorganisation.

## Branschutmärkelser
Föreningen delar årligen ut utmärkelsen Gyllene Hjulet till de bästa svenska projekten inom sponsrings och event. Priset delas ut i 13 kategorier till företag som på ett kreativt och effektivt sätt utnyttjat sponsring och/eller event för att nå sina kommunikativa och affärsmässiga mål. Gyllene Hjulet delades för första gången ut 1998.